# Усадьба А. Н. Марковой
Усадьба А. Н. Марковой — архитектурный ансамбль в историческом центре Нижнего Новгорода. Главный дом построен в первой половине XIX века — 1870-х годах. Известен автор проектов служб и каменного крыльца — архитектор И. К. Кострюков.
Усадебный комплекс, занимающий одно из ключевых мест в сохранившейся исторической застройке старинной Ильинской улицы, является её композиционным центром. В ансамбль входят сохранившиеся главный дом и здания служб.

## История
В 1870-х годах молодая семья купцов Марковых перебирается из родового села Желнино в Нижний Новгород и приобретает несколько домовладений в районе улицы Ильинской. Главе семейства В. К. Маркову принадлежали несколько домов: в Вознесенском переулке и на улице Малой Покровской, 4. Самым ранним приобретением был дом на углу улиц Ильинской и Вознесенской, с 1873 года принадлежавший А. Н. Марковой как семейное гнездо.
В 1873 году на имя А. Н. Марковой В. К. Марков купил усадьбу и каменный двухэтажный дом, выстроенный купцами Косаревыми в первой половине XIX века. В том же году в усадьбе по проекту нижегородского архитектора И. К. Кострюкова был построен каменный одноэтажный корпус служб, протянувшийся вдоль двора усадьбы, глухим декорированным торцом выходивший на улицу Вознесенскую. Корпус включал шесть разных по площади, но одинаковых по ширине помещений с входами со двора, а также сквозной проход в сад, где должна была быть построена деревянная баня.
В 1875 году по проекту архитектора И. К. Кострюкова к главному дому было пристроено крыльцо. Вместо старого входа со двора, был устроен парадный вход с Ильинской улицы. Крыльцо имело эффектное архитектурное решение. С двух сторон его обрамляли рустованные пилястры, по оси поставлена высокая двупольная дверь, за ней — широкая лестница, ведущая на второй этаж. Особую декоративность имело арочное окно-витраж с ажурными переплётами во втором этаже (не сохранилось).
В 1870-е годы главный дом был значительно расширен вверх по красной линии улицы, главный фасад получил единый архитектурный декор, общая протяжённость здания по линии улице составила 44 м. Эффектный, тонко прорисованный фасад в 20 окон и с проездной аркой, украшенной кованными металлическими воротами, стал композиционным центром Ильинской улицы с главной доминантой — Вознесенской церковью и рядом купеческих домов, таких как усадьба Рябининой, дом Чеснокова и др. К этому времени уже сформировались и усадебные постройки. В 1881 году в усадьбе находились каменный двухэтажный дом с жилыми по линии улицы и сзади со двора пристройками. Оценка дома составляла крупную сумму — 11340 рублей.